# کلارده
کلارده، روستایی از توابع بخش مرکزی شهرستان سیاهکل در استان گیلان ایران است.

## جمعیت
روستای کلارده در دهستان خرارود قرار دارد و براساس سرشماری مرکز آمار ایران در سال ۱۳۸۵، جمعیت آن زیر سه خانوار بوده‌است.
هم اکنون در سال ۱۴۰۰ جمعیت این روستا در زمستان و پاییز به صفر و در تابستان و بهار به ۵ فرد می‌رسد.(به دلیل دامداری و کوچ)